# Moteur Toyota ZZ
Les moteurs Toyota de type ZZ est une série de moteurs à 4 cylindres en ligne. La série ZZ utilise un bloc moteur en aluminium moulé sous pression avec des manchons de cylindres minces en fonte ajustés à la presse et des culasses à 4 soupapes en aluminium DACT. Les arbres à cames sont entraînés par chaîne . Les deux moteurs de 1,8 L de ce type, le 1ZZ et le 2ZZ, utilisent une course de piston et un diamètre d'alésage différents. Le premier a été optimisé pour l’économie, avec un couple accentué dans une plage de fonctionnement inférieure, tandis que le second a un design "carré" optimisé pour un couple à haut régime, offrant une puissance de crête plus élevée. La famille des moteurs ZZ a remplacé les moteurs 4A à bloc en fonte extrêmement populaires.
Les noms des moteurs Toyota sont interprétés comme suit. Le numéro de tête indique la génération, et la ou les deux lettres suivantes, spécifient la famille de moteurs. Les lettres restantes, après un tiret, décrivent les principales caractéristiques du moteur. Par exemple, le 2ZZ-GE peut être décodé comme étant la deuxième génération de la série de moteurs ZZ et dispose d’une culasse orientée performance avec des soupapes largement inclinées (G) et l’injection électronique de carburant (E).

## 1ZZ

### 1ZZ-FE

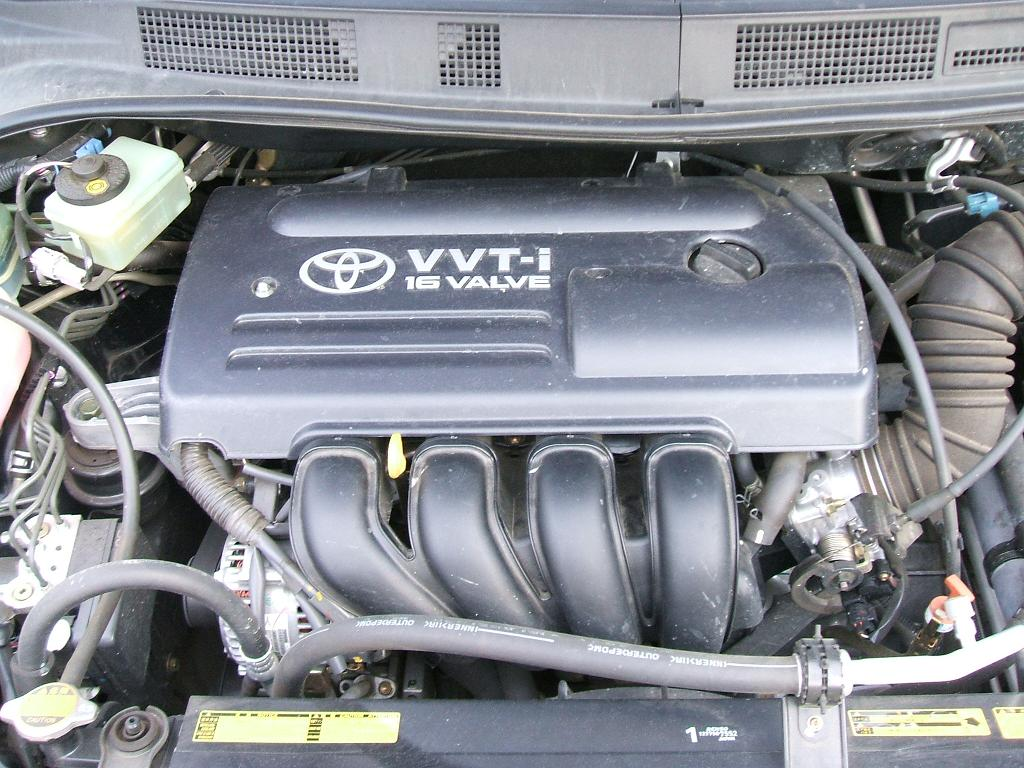
1ZZ-FE

Le 1ZZ-FE est une version de 1,8 L (1 794 cm3) construite à Buffalo, en Virginie-Occidentale. Sa production à Cambridge, en Ontario, a été arrêtée en décembre 2007. Il a un rapport alésage X course de 79 × 91,5 mm. Le taux de compression est de 10:1. La puissance est comprise entre 122 ch (89 kW) à 5 600 tr/min avec un couple de 165 N m à 4 400 tr/min, 132 ch (97 kW) à 6 400 tr/min avec un couple de 171 N m à 4 200 tr/min. Il utilise une injection multipoint avec la technologie à distribution variable VVT-i (les moteurs 1ZZ de 1998-1999 n'ont pas de VVT-i), et comporte des bielles en poudre forgée, des arbres à cames moulés en une seule pièce et un collecteur d'admission en fonte d'aluminium ou un collecteur d'admission en plastique moulé,.
Un kit de suralimentation boulonné pris en charge par l'usine a été vendu pour la Corolla et la Matrix 2003-2004 par Toyota Racing Development et Pontiac Vibe par GM Performance. Le compresseur donne 3,4 kg de suralimentation, avec une augmentation de 40 chevaux et 51,5 N m de couple aux roues.
Applications:
- Toyota Corolla CE/LE/S/VE, Fielder, Runx (Japon), Altis (Asie)
- Toyota Corolla Verso
- Toyota Allion
- Toyota Premio
- Toyota Vista et Vista Ardeo
- WiLL VS
- Toyota Caldina
- Toyota RAV4
- Chevrolet Prizm
- Pontiac Vibe
- Toyota Celica GT
- Toyota Matrix
- Toyota Avensis
- Toyota Opa
- Toyota Isis
- Toyota Wish
- Lotus Elise
- Toyota MR2

Toyota a annoncé un rappel volontaire des Toyota Corolla et Matrix 2005 à 2008 équipées de moteurs 1ZZ-FE. Le problème concerne le module de commande du moteur et comprend la possibilité qu'il développe une fissure sur la carte de circuit imprimé du module, ce qui peut empêcher la voiture de démarrer, entraîner le changement brusque de la transmission de vitesse ou le calage du moteur. De plus, Pontiac a annoncé un rappel volontaire de Pontiac Vibes des années 2005 à 2008 pour le même problème.

### 1ZZ-FED
Le 1ZZ-FED est similaire au 1ZZ-FE mais est construit séparément dans l'usine de Shimoyama. La puissance de sortie annoncée de Toyota est de 142 ch (104 kW) à 6 400 tr/min et 172 N m de couple à 4 400 tr/min. Une puissance de sortie supérieure au 1ZZ-FE est réalisée par des vannes plus grandes et des révisions des ports correspondants. Il utilise l'injection multipoint VVT-i et possède des soupapes d'admission de 32 mm et des soupapes d'échappement de 27,5 mm plus grandes que celles du 1ZZ-FE de 2002 à 2008.
Applications:
- Toyota Celica GT
- Toyota MR2 Spyder
- Toyota Wish 1.8
- WiLL VS 1.8

### 1ZZ-FBE
1ZZ-FE spécialement modifié pour fonctionner à l'éthanol E100 (éthanol hydrique pur).
Applications:
- Toyota Corolla (Brésil uniquement)

### LJ479Q
Code interne du moteur 1ZZ-FE pour les voitures SAIC-GM-Wuling.,
Applications:
- Baojun 530
- Baojun 560
- Baojun 730/Wuling Cortez
- Camion Wuling Rongguang
- Wuling Zhengcheng

## 2ZZ

### 2ZZ-GE

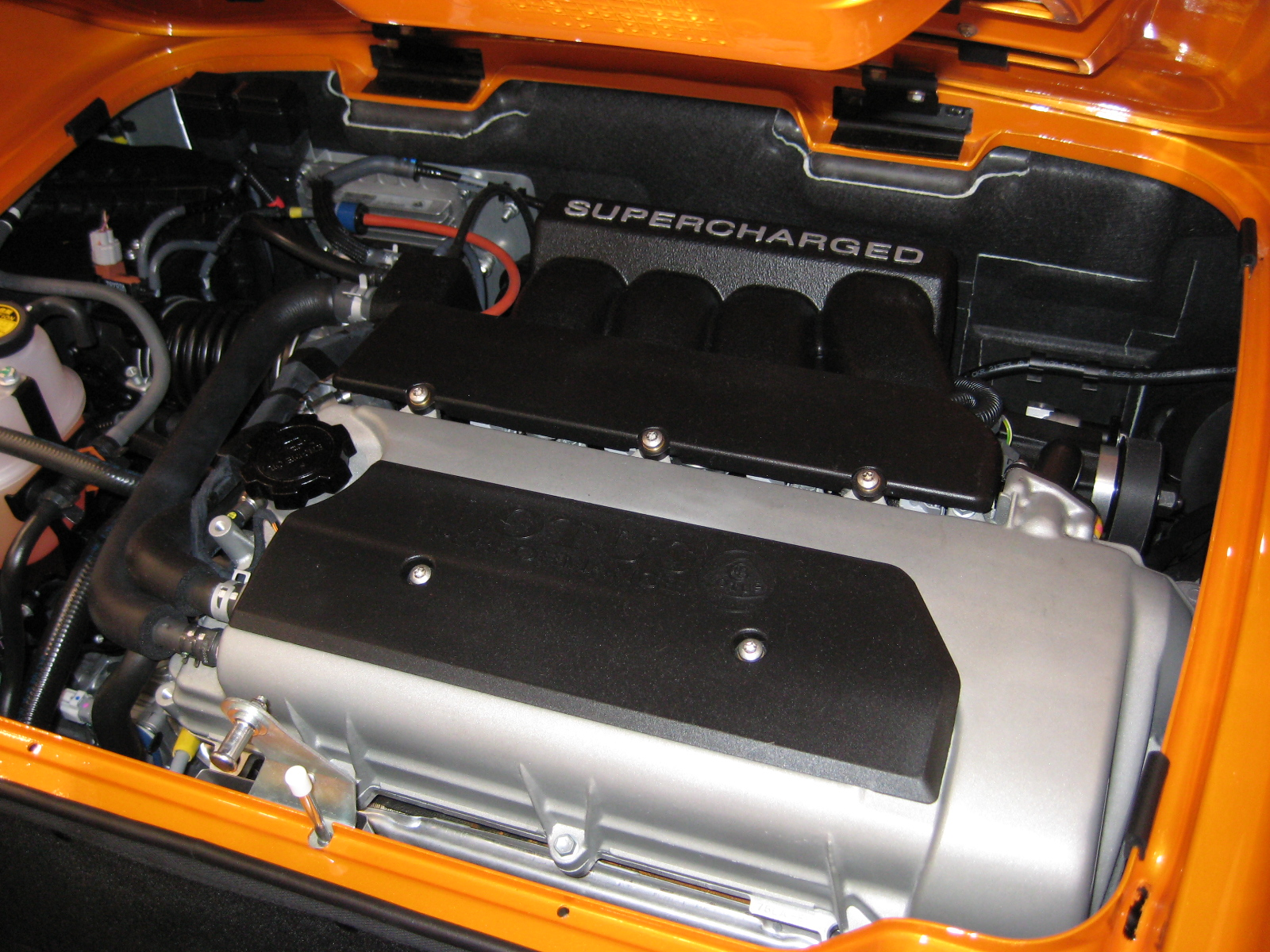
2ZZ-GE suralimenté installé dans une Lotus Elise SC

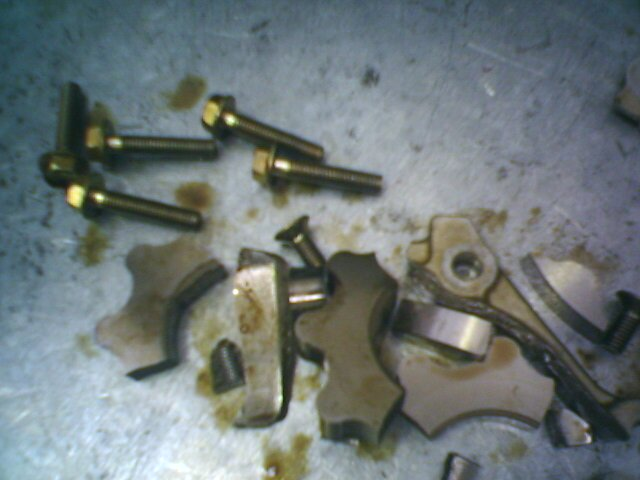
Pompe à huile désintégrée

Le 2ZZ-GE est un 1,8 L (1 796 cm3) version construite au Japon. Il a un rapport alésage x course de 82 × 85 mm. Il utilise l'injection multipoint, VVTL-i, et comporte des bielles en acier forgé. Le taux de compression est de 11,5:1, mais nécessite une essence « premium » (avec un octane supérieur à 91 ou plus dans l'indice anti-cliquetis AKI utilisée en Amérique du Nord ). La puissance de sortie de ce moteur varie en fonction du véhicule et du réglage, avec la Celica GT-S, la Corolla T-Sport, Lotus Elise et Lotus Exige offrant 192 ch (141 kW), alors que les versions américaines des versions 2003 Matrix et Pontiac Vibe produisent 180 ch (134 kW) à 7 600 tr/min et 176 N m à 6 800 tr/min, avec toutes les années suivantes offrant partout 173 ch (129 kW) en 2004 à 164 ch (122 kW) en 2006 en raison d'une bande de puissance recourbée. Les chiffres de puissance différents de 2004 à 2006 sont dus à des changements dans les procédures d'essai du dynamomètre. La variante australienne Corolla Sportivo produit 189 ch (141 kW) à 7 600 tr/min et 181 N m de couple. En raison de la réglementation sur le bruit, Toyota les a rappelés pour un flash de l'ECU afin d'augmenter leur puissance afin de les classer dans la catégorie sonore plus clémente des "voitures de sport". Le compresseur Corolla et Lotus Exige S ajoutent un compresseur avec un refroidisseur intermédiaire pour atteindre 228 ch (168 kW), tandis que le compresseur de l'Exige 240R augmente la puissance à 243 ch (179 kW). L'ajout d'un compresseur sans suralimentation à l'Elise SC produit 221 ch (162 kW) avec un gain de poids considérable. Les moteurs suralimentés ne sont pas étiquetés 2ZZ-GZE.
Unique dans la famille des moteurs ZZ, le 2ZZ-GE utilise un système de profil d'arbre à cames double (le "L" dans VVTL-i, connu par les passionnés et les ingénieurs comme "ascenseur" similaire à la technologie VTEC de Honda) pour produire la puissance supplémentaire sans augmentation de déplacement ou induction forcée. Le 2ZZ-GE a été le premier moteur de production à combiner le calage variable des soupapes à cames avec une levée variable des soupapes à double profil sur le marché américain. Le tableau ci-dessous répertorie les spécifications des deux profils d'arbre à cames.
|            | Admission | Admission          | Échappement | Échappement        |
|            | Durée     | Levée des soupapes | Durée       | Levée des soupapes |
| Came basse | 228°      | 7,6 mm             | 228°        | 7,6 mm             |
| Came haute | 292°      | 11,2 mm            | 276°        | 10 mm              |

Toyota a chargé Yamaha de concevoir le 2ZZ-GE, basé sur le bloc ZZ de Toyota, pour un fonctionnement à haut régime et produisant un pic de puissance proche du haut de la plage de régime. Le profil de came à haut rendement n'est activé qu'environ 6 200 tr/min (les points de consigne de levage se situent entre 6 000 et 6 700 tr/min selon le véhicule) et ne s'engagera pas tant que le moteur n'aura pas atteint au moins 60 °C. L'unité de contrôle du moteur de Toyota limite électroniquement le régime à environ 8 200 tr/min via le carburant et/ou la coupe par étincelle. L'engagement "lift" et la ligne rouge du moteur varient selon l'application. Les Lotus 2ZZ-GE sont limitées à 8 500 tr/min, par exemple, alors que les Celica étaient limitées de 7 900 à 8 200 tr/min en Amérique du Nord, selon l'année du modèle. Les premières versions japonaises étaient limitées à 8 600 tr/min avec un pic de 190 ch (142 kW). Par conséquent, il est impossible d'amener en surrégime le moteur avec la seule manette des gaz ; une rétrogradation à partir d'un rapport supérieur doit être impliquée. Un "surrégime" typique peut endommager la pompe à huile, désintégrant généralement l'anneau de lobe, entraînant des dommages similaires à l'image de droite. La pompe à huile est le talon d'Achille de la 2ZZ, bien que les incidents soient rares et se produisent généralement en raison de la faute du conducteur. Même la plus brève période de manque d'huile est généralement fatale à cette conception de moteur.
Le bloc moteur en alliage d'aluminium moulé sous haute pression avait des parois de cylindre renforcées en composite à matrice métallique (MMC). Le MMC est un matériau de renforcement composé de pièces en céramique et de fibres.
Pendant les premières années de production, les moteurs étaient connus pour leurs "boulons de levage" défaillants. Cela n'endommagerait pas le moteur, mais nuirait aux performances car le profil de came à haut rendement ne peut alors pas s'engager correctement. Toyota a résolu le problème fin 2002 avec un boulon redessiné qui a été installé sur les moteurs ultérieurs. Les moteurs antérieurs avec les boulons problématiques peuvent être réparés via un TSB émis par Toyota, nécessitant simplement que le nouveau boulon soit installé à la place de l'ancien.
Les modèles Matrix et Corolla XRS de 2004 et plus récents étaient équipés de pompes à air et ont un trou supplémentaire au-dessus de chaque orifice d'échappement dans la tête du moteur et le collecteur où l'air est injecté pour obtenir une combustion complète du carburant avant que le flux d'échappement n'atteigne le catalyseur. Toutes les têtes 2ZZ-GE à partir du 03/03 portent cette modification même si le véhicule n'a pas le système d'injection d'air.
Applications:
- Toyota Celica SS-II (Japon, 190 ch (140 kW))
- Toyota Celica GT-S (États-Unis, 182 ch (134 kW))
- Toyota Celica 190 / T-Sport (Royaume-Uni, 192 ch (141 kW))
- Toyota Celica SX (Australie, 192 ch (141 kW), 180 N m)
- Toyota Celica ZR (Australie, 192 ch (141 kW), 180 N m)
- Toyota Corolla Sportivo (Australie, 192 ch (141 kW), 180 N m)
- Toyota Celica TS (Europe, 192 ch (141 kW))
- Toyota Corolla Compressor (Europe, suralimenté, 225 ch (165 kW))
- Toyota Corolla XRS (États-Unis, 166/172 ch (122/127 kW))
- Toyota Corolla Fielder Z Aero Tourer (Japon, 190 ch (140 kW))
- Toyota Corolla "Runx Z Aero Tourer" (Japon, 190 ch (140 kW))
- Toyota Corolla RunX RSi (Afrique du Sud, 192 ch (141 kW)/ 180 Nm
- Toyota Matrix XRS (États-Unis, 166/182 ch (122/134 kW))[9]
- Pontiac Vibe GT (États-Unis, 166/182 ch (122/134 kW))
- Toyota Voltz Z (Japon, 182 ch (134 kW))
- WiLL VS 1.8
- Lotus Elise (Amérique du Nord/Royaume-Uni, 193 ch (142 kW))[12]
- Lotus Exige (États-Unis/Royaume-Uni, 193 ch (142 kW) Moteur atmosphérique et 246 ch (181 kW) suralimenté)[13],[14]
- Lotus Exige CUP 260 (US/UK, suralimenté, 260 ch (191 kW))
- Lotus 2-Eleven (US/UK, suralimenté, 255 ch (188 kW))

## 3ZZ

### 3ZZ-FE
Le 3ZZ-FE est un moteur de 1,6 L (1 598 cm3) fabriqué au Japon. On le trouve dans la Toyota Corolla Altis qui est vendue dans les pays asiatiques tels que Singapour, la Malaisie, les Philippines, la Thaïlande, le Pakistan (sous le nom de SE Saloon) et Taïwan ; et dans la berline Toyota Corolla vendue au Sri Lanka. En Afrique du Sud, le moteur se trouve dans les RunX 160 et Corolla 160.
L'ensemble du design extérieur et du châssis est le même que celui de la Corolla américaine. Il a un rapport alésage/course de 79 × 81,5 mm. La puissance maximale est de 111 ch (81 kW) à 6 000 tr/min. Le couple maximum est de 150 N m à 3 800 tr/min. Il comprend des pistons SMP de Toyota fabriqués dans un moteur 1ZZ-FE. L'huile moteur recommandée est la 5W30 API SL/SM.
- Toyota Corolla (Europe et Moyen-Orient, 111 ch (81 kW)
- Toyota Corolla Altis (Asiatique, 112 ch (82 kW))
- Toyota Corolla RunX 160 (Afrique du Sud, 109 ch (81 kW)) à 6 000 tr/min et 146 N m à 4 400 tr/min
- Toyota Corolla XLi (Brésil, 112 ch (82 kW))
- Toyota Avensis (Europe, 111 ch (81 kW))

## 4ZZ

### 4ZZ-FE
Le moteur 4ZZ-FE, un 4 cylindres en ligne de 1 398 cm3 (1,4 litre), a été largement utilisé par Toyota depuis 2002, principalement dans des modèles de la catégorie des berlines compactes.
Initialement introduit sur la Toyota Corolla 1.4 C berline, couplé à une boîte de vitesses manuelle, le 4ZZ-FE développait 97 chevaux (72 kW) à 6 000 tr/min avec 130 N m de couple à 4 400 tr/min. Cette motorisation a ensuite équipé divers modèles de la marque, dont la Toyota Auris 1.4 à hayon.
Grâce à sa polyvalence, le 4ZZ-FE s'est retrouvé dans une variété de carrosseries : berlines, breaks et hayons. Il a évolué pour répondre aux normes environnementales successives, étant conforme aux normes Euro 3, Euro 4.
Applications:
- Toyota Corolla
- Toyota Auris
- Toyota RunX 140

## Voir également
- Liste des moteurs Toyota#Straight-4